# 나의 억만 빵
아적억만면포(중국어 간체자: 我的亿万面包, 정체자: 我的億萬麵包, 병음: Wǒ de yì wàn miàn bāo 워더이완몐바오[*], 한자음: 가적억만면포, 영어: Love or Bread 러브 올 브래드[*]) 또는 나의 억만 빵은 중화민국의 GTV(zh)에서 제작, 방영하고 있는 드라마이다.

## 제목
- 중화인민공화국을 위시한 대륙에서는 워더아이칭먄바오(중국어 간체자: 我的爱情面包, 정체자: 我的愛情麵包, 병음: Wǒ de ài qíng miàn bāo 워더아이칭먄바오[*], 한자음: 가적애정면포)라는 제목으로 알려졌다.
- 영어 제목으로 Love or Bread, My Trillion Breadfghs 등이 있다.
- 대한민국에는 마이러브라는 제목으로 알려져있다.

## 개요
사채업자에게 쫓기면서도 일하기 싫어하는 명품 백수 진라이(별명 프랭크(法蘭克))와 정반대로 근검절약이 몸에 밴 산메이가 이시대 젊은이들을 대변한다. 어려운 상황에서도 희망을 찾아가려는 청춘들의 유쾌한 드라마이다.

## 주요 출연진
- 정위안창(鄭元暢) - 차이진라이(蔡進來) 역
- 린이천 - 쩡산메이(曾善美) 역
- 장루이자(張睿家) - 진언하오(金恩浩) 역
- 장위천(張毓晨) - 황링룽(黃玲瓏) 역
- 황원싱(黃文星) - 원싱(文星) 역